# بیماری قارچ دیگچه‌ای دوزیستان
بیماری قارچ دیگچه‌ای دوزیستان (انگلیسی: Chytridiomycosis) یک بیماری عفونی است که مسبب آن قارچی به نام قارچ دیگچه‌ای دوزیستان است.
این بیماری از مهمترین عوامل کاهش جمعیت بسیاری از گونه‌های دوزیستان در جهان است. عامل این بیماری یک پاتوژن قارچی به نام Batrachochytrium dendrobatidis است. این پاتوژن موجب نابودی صدها گونه در نقاط مختلف جهان شده که به عقیده برخی دانشمندان یکی از بدترین یا به عبارتی وخیم‌ترین رکوردهای تاریخی نابودی تنوع ریستی در نوع خود به شمار می‌آید.
از حدود دهه ۱۹۸۰ گونه‌های دوزیستان با کاهش شدید روبرو بوده‌اند و پژوهشگران سرانجام عامل این کاهش را شناسایی کردند که همان بیماری قارچ دیگچه‌ای دوزیستان است. یکی از گونه‌های مقاوم به این قارچ، قورباغه پنجه‌دار آفریقایی (Xenopus laevis) است. حدود یک دهه پیش پژوهشگران در نمونه‌ای از این قورباغه که در سال ۱۹۳۴ جمع‌آوری شده بود، قارچ مورد بحث را پیدا کردند و حدس زدند که این گونه ممکن است به عنوان ناقل بیماری عمل کرده و به گسترش بیماری کمک کرده باشد. تحلیل‌های جدید نشان می‌دهد که گسترش این قارچ در آمریکا با گسترش قورباغه پنجه‌دار آفریقایی که در اوایل دهه ۱۹۰۰ آغاز شد مرتبط است. در آن زمان پزشکان متوجه شدند که از این قورباغه می‌توان برای تشخیص حاملگی استفاده کرد و این امر باعث افزایش واردات این قورباغه‌ها شد. تست حاملگی با تزریق ادرار زیر پوست قورباغه صورت می‌گرفت. اگر شخص مورد نظر حامله بود هورمون‌های موجود در ادرار باعث القای تخم ریزی در قورباغه می‌شد.